# Latvijas PSR čempionāts futbolā 1973
L'edizione 1973 del massimo campionato di calcio lettone fu la 29ª come competizione della Repubblica Socialista Sovietica Lettone; il titolo fu vinto dallo VEF Riga, giunto al suo terzo titolo.

## Formula
Il campionato era formato da dodici squadre che si incontrarono in gare di andata e ritorno per un totale di 22 turni; erano assegnati due punti alla vittoria e zero per la sconfitta.
Al pareggio, però, non venne attribuito automaticamente un punto, ma venivano effettuati i tiri di rigore: la formazione vincente otteneva un punto, mentre l'altra squadra non otteneva punti. Per questo motivo il numero totale di vittorie (cioè 100) è inferiore a quello delle sconfitte (132 pari alle 100 vittorie più i 32 pareggi totali).

## Classifica finale
|                        | Pos. | Squadra            | Pt | G  | V  | N | P  | GF | GS | DR  |
| ---------------------- | ---- | ------------------ | -- | -- | -- | - | -- | -- | -- | --- |
| RSS Lettone (bandiera) | 1.   | VEF Riga           | 33 | 22 | 15 | 3 | 4  | 46 | 13 | +33 |
|                        | 2.   | Starts             | 32 | 22 | 15 | 2 | 5  | 47 | 21 | +26 |
|                        | 3.   | Enerģija Rīga      | 30 | 22 | 14 | 2 | 6  | 45 | 16 | +29 |
|                        | 4.   | Elektrons Rīga     | 30 | 22 | 14 | 2 | 6  | 48 | 20 | +28 |
|                        | 5.   | Lielupe Jurmala    | 26 | 22 | 11 | 4 | 7  | 36 | 21 | +15 |
|                        | 6.   | Jūrnieks           | 26 | 22 | 10 | 6 | 6  | 28 | 25 | +3  |
|                        | 7.   | RPI Riga           | 13 | 22 | 6  | 1 | 15 | 29 | 37 | -8  |
|                        | 8.   | Pilots Riga        | 12 | 22 | 6  | 0 | 16 | 23 | 32 | -9  |
|                        | 9.   | Radiotehnikis Riga | 11 | 22 | 3  | 5 | 14 | 18 | 36 | -18 |
|                        | 10.  | Venta              | 11 | 22 | 4  | 3 | 15 | 22 | 50 | -28 |
|                        | 11.  | Baltija Liepaja    | 6  | 22 | 2  | 2 | 18 | 10 | 47 | -37 |
|                        | 12.  | Ogre TK            | 2  | 22 | 0  | 2 | 20 | 11 | 45 | -34 |